# Acmopyle pancheri
Acmopyle pancheri — вид хвойних рослин родини подокарпових.

## Поширення, екологія
Країни поширення: Нова Каледонія. Невелике дерево, яке в основному росте підліском у нижчих і середніх гірських щільних вологих лісах як на ультраосновних так і сланців субстратах.

## Опис

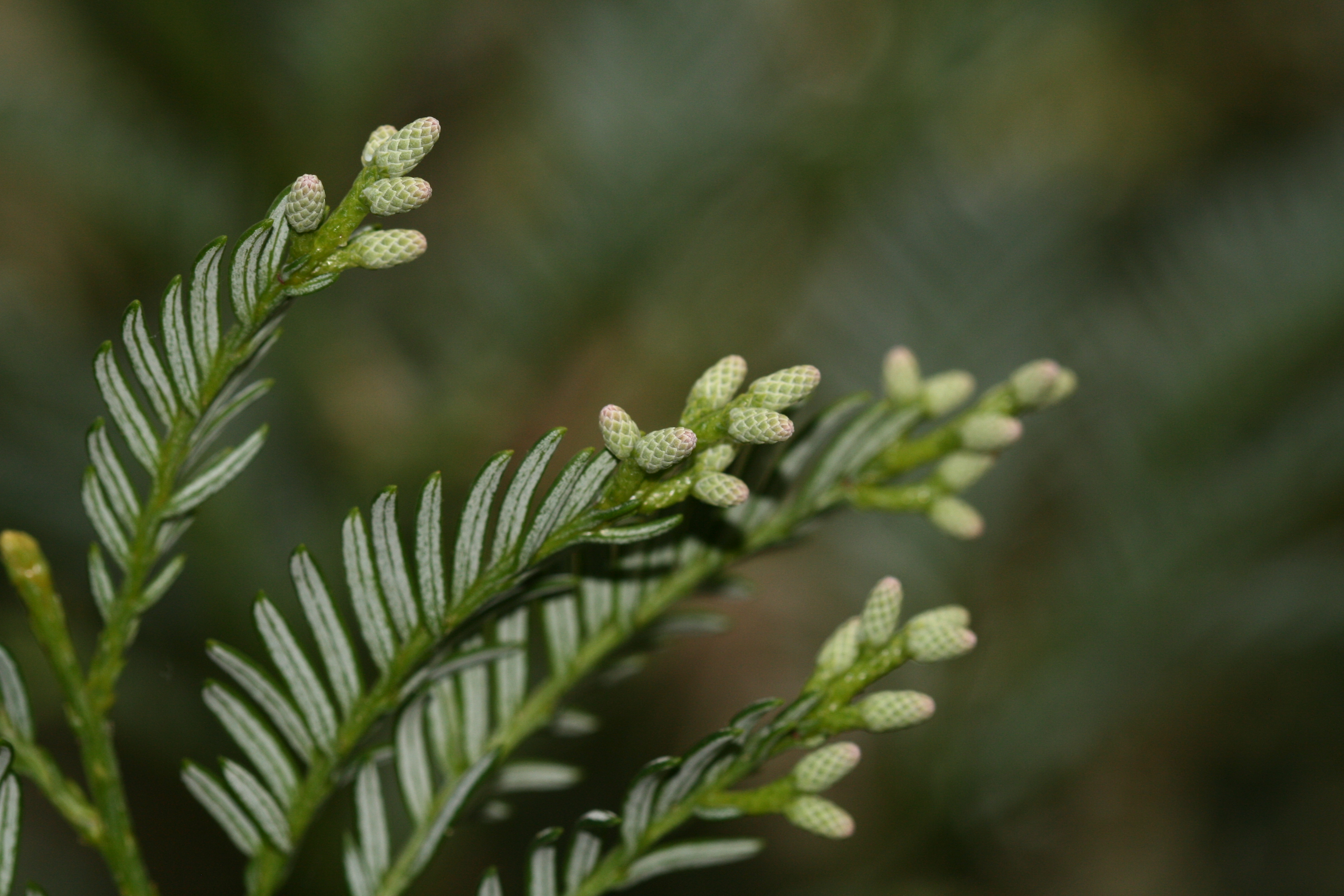
Гілля з пилковими шишками

Дерево досягає 5–25 м у висоту. Кора тверда, гладка, бура і волокниста всередині, стає сірою з віком і лускатою на старих дерев. Затінене листя 16–22 мм довжиною 2.8–3 мм завширшки. Листя на сонці 10–15 мм довжиною 1.8–2.2 мм завширшки. Пилкові шишки 10–20 мм довжиною й 2.3 мм в діаметрі. Насіннєві шишки ростуть поодинці або іноді в парах. Шишки складаються з кількох марних і 1–2 родючих фракцій, які м'ясисті, опухлі, неправильної форми, матові, бородавчасті, від 15 до 20 міліметрів в довжину. Насіння кулясте, 10-11 мм в діаметрі без м'ясистої частини, товсте і тверде.

## Використання
Рослина досить маленького росту, деревина використовується рідко. Знаходиться всього в кількох ботанічних садах.

## Загрози та охорона
Видобуток корисних копалин і вогонь загрожують області, де цей вид зустрічається. Цей вид відомий з кількох охоронних територій, включаючи фр. Montagne des Sources і фр. Riviere Bleue. На півночі він також відомий у Ботанічному заказнику Маунт Пане.